# Slow Motion (album)
 For alternative betydninger, se Slow Motion. (Se også artikler, som begynder med Slow Motion)
Slow Motion er det trettende album af det progressive rockband Supertramp, udgivet i 2002.

## Spor
Alle sange skrevet af Rick Davies, bortset fra når andet er angivet
1. "Slow Motion" – 3:50
2. "Little By Little" – 4:30
3. "Broken Hearted" – 4:28
4. "Over You" – 5:06
5. "Tenth Avenue Breakdown" – 8:57
6. "A Sting in the Tail" – 5:17
7. "Bee in Your Bonnet" – 6:27
8. "Goldrush" (Davies, Richard Palmer-James) – 3:06
9. "Dead Man's Blues" – 8:26

## Musikere
- Rick Davies – sang, mundharmonika, keyboard
- Mark Hart – guitar, keyboard, baggrundssang
- John Helliwell – saxofoner, træblæsere
- Cliff Hugo – bas
- Bob Siebenberg – trommer
- Carl Verheyen – guitar

Andre
- Jesse Siebenberg – perkussion, baggrundssang